# San Pedro del Romeral
San Pedro del Romeral – gmina w Hiszpanii, w prowincji Kantabria, w Kantabrii, o powierzchni 57,44 km². W 2023 roku gmina liczyła 445 mieszkańców.